# Molí de l'Amorós (Barberà de la Conca)
El Molí de l'Amorós és un grup de construccions del municipi de Barberà de la Conca (Conca de Barberà) que es troben al costat de la carretera, a mig camí entre Barberà i la Guàrdia dels Prats. A l'esquerra del riu Anguera i a pocs metres de la cruïlla de les carreteres T-242 i C-241. Avui formen part de la propietat del celler vinícola Clos Mont-Blanc. S'hi veuen diverses construccions, entre elles un antic molí fariner medieval i altres edificis moderns adossats; tots en estat ruïnos. De l'antic molí es conserva la sala de moles (del segle XII o XIII) coberta de volta de canó apuntat i la porta d'entrada d'arc de mig punt adovellat. És una obra inclosa en l'Inventari del Patrimoni Arquitectònic de Catalunya.

## Història
Amb el nom de «molí de l'Amorós« acabà, vers el 1960, la seva activitat molinera el que fou molí de Mesó. (o del Temple) de la comanda templera i hospitalera de Barberà, que tingué la seu al castell de Barberà. Aquest molí va ser donat als templers, l'any 1186 per Guillem de Montfalcó. Fou dominicatura dels senyors de Barberà (templers primer, hospitalers, després), almenys fins al 1395, en què els frares l'establiren a cens.
El segle xv el posseïa un tal Roger de Llúria, o Llòria, (segons sembla descendent del famós almirall), que fou batlle de Barberà molts anys. És molt interessant la descripció que fa del molí un capbreu d'aquest temps, any 1498:
«hun molí en lo terme de Barberà apellat lo molí de Massó prop lo mas de Miralpeix ab algunes teres de les quals són aquestes: hun ort deval la bassa, entre Anguera e la bassa, un albareda gran més un ortet que és devant lo molí al saltador de la bassa lo qual molí e teres a comprat [Miquel Ubach] de són germà apellat Roger de Llúria, per lo qual molí e teres solia fer xxv mitgeres de forment dit són germà». Doncs bé, aquesta "albareda gran" (centenaria i esplendorosa en començar el segle XXI) fou tallada impunement, l'any 2008, amb permís de l'administració autonòmica.

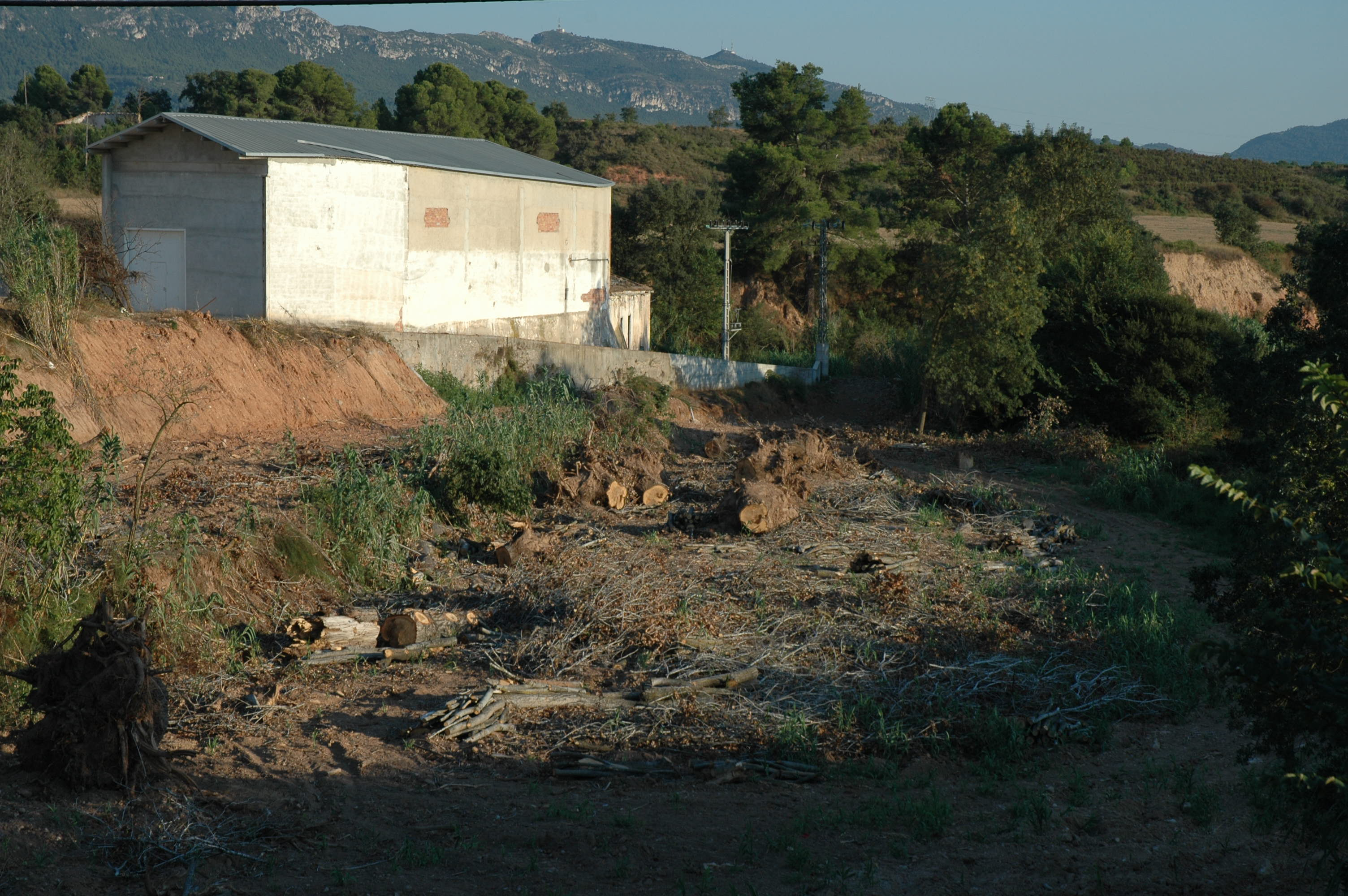
Molí de l'Amorós amb l'arbreda centenaria tallada, any 2008.

El 1558 tenia el molí Joan Bover qui, l'any 1593, amb consentiment del Gran Prior de Catalunya de l'orde de l'Hospital, el vendria als germans Amorós de Pira dels quals prendria el nom que ha arribat a l'actualitat. Tanmateix, el segle xviii el posseïa Anton Penedès de Barberà, qui l'any 1812 en feu donació al seu pubill, Ignasi Sarró. Els Sarró de Barberà han conservat el renom de cal Moliner fins a l'actualitat.